# Illa da Toxa
Die Illa da Toxa (offizieller Name in galicischer Sprache; spanisch Isla de La Toja) ist eine kleinere Insel innerhalb der Meeresbucht Ría de Arousa an der spanischen Nord-Westküste. Sie gehört zur Provinz Pontevedra in der Autonomen Gemeinschaft Galicien. Die Insel ist über eine Brücke mit der Halbinsel O Grove verbunden. Teile der Insel sind ein Naturschutzgebiet, sie ist ein renommierter Urlaubsort, der vor allem wegen seiner Thermalquellen und Wellness-Angebote beliebt ist.

## Namensgebung
Die Insel hat sowohl auf Spanisch als auch auf Galicisch mehrere Namen. In der spanischen Sprache sind neben „Isla de La Toja“ auch die Namen „La Toja Grande“, „de Loujo“ und „de Los Baños de Loujo“ gebräuchlich. Die Bezeichnung „Grande“ dient zur Unterscheidung von der Nachbarinsel „Isla de La Toja Pequeña“, was auf deutsche „Kleine Insel La Toja“ heißt. Analog gibt in der galicischen Sprache neben der Bezeichnung „Illa da Toxa“ die Namen „Illa da Toxa Grande“ und „Illa de Louxo“.

## Geschichte
Die Bewohnern von O Grove nutzten die Insel früher als Weideplatz für ihr Vieh, das sie in Booten herüber transportierten. Im 19. Jahrhundert entdeckte man erneut den Thermalschlamm und die Heilwasserquellen, die bereits zu römischer Zeit bekannt waren. Im Laufe der Zeit entstanden Hotels im Vier- und Fünf-Sterne-Bereich und der Tourismus wurde der dominante Wirtschaftsfaktor. In den letzten Jahren wurden ebenfalls Ferienwohnungen gebaut.
1989 fand auf der Insel das jährliche Treffen des Sekretariats der Bilderberg-Gruppe statt, bei dem einflussreiche Persönlichkeiten aus Politik und Wirtschaft aus der ganzen Welt zusammenkommen.

## Beschreibung
Die Insel besteht heute aus drei Teilen. Der Norden ist geprägt von einem Golfplatz. In der Mitte der Insel befindet sich ein Kiefernwald. Die südliche Hälfte ist bebaut mit drei größeren Hotels, Wohnhäusern, Freizeitanlagen, Wassersportmöglichkeiten, Einkaufsmöglichkeiten und unter anderem einer alten Seifenfabrik. Eine Besonderheit ist die aus dem 12. Jahrhundert stammende Einsiedelei von San Sebastián, eine komplett mit Muscheln bedeckte Kapelle.